# Jeanne Herry
 (février 2025).
Si vous disposez d'ouvrages ou d'articles de référence ou si vous connaissez des sites web de qualité traitant du thème abordé ici, merci de compléter l'article en donnant les références utiles à sa vérifiabilité et en les liant à la section « Notes et références ».
Pour les articles homonymes, voir Herry (homonymie).
Jeanne Herry, née le 19 avril 1978, est une actrice, réalisatrice et scénariste française.

## Biographie

### Famille et formation
Jeanne Herry est la fille de l'actrice Miou-Miou et du chanteur Julien Clerc. Elle est formée à Londres, à l'École internationale du théâtre de Nora et Stéphan Boublil, puis entre au Conservatoire national supérieur d'art dramatique à Paris.

### Vie privée
Elle a un fils, Antoine, né le 3 avril 2007, et une fille, Margaux, née en 2010.

### Carrière
Jeanne Herry commence sa carrière avec un rôle dans Milou en mai de Louis Malle. Plus tard, elle joue dans Gabrielle de Patrice Chéreau et pour la télévision (épisode de la série Maigret, La Maison de Félicie, etc.).
Au théâtre, elle joue dans Le Loup-garou de Roger Vitrac, mis en scène par Nora Boublil au Théâtre de Proposition à Paris, Le Voyage de Benjamin et, en 2005 et 2006, dans Le Belvédère, mis en scène par Jacques Vincey[réf. nécessaire].
Elle est également l'autrice d'un roman, 80 étés, publié en 2005 chez Gallimard[réf. nécessaire].
Elle réalise son premier long métrage en 2013 : Elle l'adore sorti le 24 septembre 2014. 
Son deuxième long-métrage, Pupille, sort le 5 décembre 2018 et connaît un très bon accueil. Le film est nommé dans sept catégories au César 2019, dont les cinq César majeurs, mais ne reçoit aucune récompense.
Son troisième long métrage, Je verrai toujours vos visages, sort le 29 mars 2023. Le film connaît de nouveau un très bon accueil auprès du public. [réf. nécessaire].

## Filmographie

### Actrice

#### Cinéma

##### Longs métrages
- 1990 : Milou en mai de Louis Malle : Françoise
- 2005 : Gabrielle de Patrice Chéreau : Une servante
- 2006 : Jean-Philippe de Laurent Tuel : La mariée
- 2007 : J'attends quelqu'un de Jérôme Bonnell

##### Courts métrages
- 2006 : En compagnie des choses d'Éric-John Bretmel: Hélène Ooberlink
- 2007 : La Route, la nuit de Marine Alice Le Dû

#### Télévision

##### Téléfilms
- 1995 : Une femme dans la tourmente de Serge Moati : Marie Rouanet
- 2004 : La Nourrice de Renaud Bertrand : Cécile
- 2004 : À cran, deux ans après d'Alain Tasma : Laëtitia

##### Séries télévisées
- 2002 : Maigret, saison 11, épisode 4 La Maison de Félicie de Christian de Chalonge : Félicie
- 2005 : Clara Sheller, saison 1, épisode 5 Oublier Paris de Renaud Bertrand : la vendeuse sur la brocante
- 2017 : Dix pour cent , saison 2, épisode 5 Guy et Julien d'Antoine Garceau : Véra, la réalisatrice

### Réalisatrice
- 2009 : Marcher (court métrage)[3]
- 2014 : Elle l'adore (long métrage)[3]
- 2016 : Dix pour cent (saison 2, épisodes 4 Isabelle et 6 Juliette)
- 2018 : Pupille (long métrage)[3]
- 2019 : Mouche (série télévisée)
- 2023 : Je verrai toujours vos visages (long métrage)

### Scénariste
- 2009 : Marcher (court métrage)[3]
- 2014 : Elle l'adore (long métrage)[3]
- 2016 : Dix pour cent (saison 2, épisode 6)
- 2018 : Pupille (long métrage)[3]
- 2019 : Les petits flocons de Joséphine de Meaux (coscénariste)
- 2019 : Mouche (série télévisée)
- 2023 : Je verrai toujours vos visages (long métrage)
- 2024 : Le Royaume de Julien Colonna (coscénariste)

## Théâtre

### Metteuse en scène
- 2020 : Forums[6]

## Publication
- 80 étés, Gallimard, coll. « Haute Enfance », 2005

## Distinctions
- Prix SACD Cinéma 2024

### Nominations
- César 2015 : Meilleur premier film pour Elle l'adore[7]
- César 2019, pour Pupille[7] :
  - Meilleur film
  - Meilleur réalisateur
  - Meilleur scénario original

- César 2024, pour Je verrai toujours vos visages :
  - Meilleur film
  - Meilleure réalisation
  - Meilleur scénario original

### Décoration
- Chevalière de l'ordre des Arts et des Lettres (2019)[8]